# 2010년 동계 올림픽 이탈리아 선수단
2010년 동계 올림픽 이탈리아 선수단은 캐나다 밴쿠버에서 개최된 2010년 동계 올림픽에 참가한 올림픽 이탈리아 선수단이다.

## 메달리스트

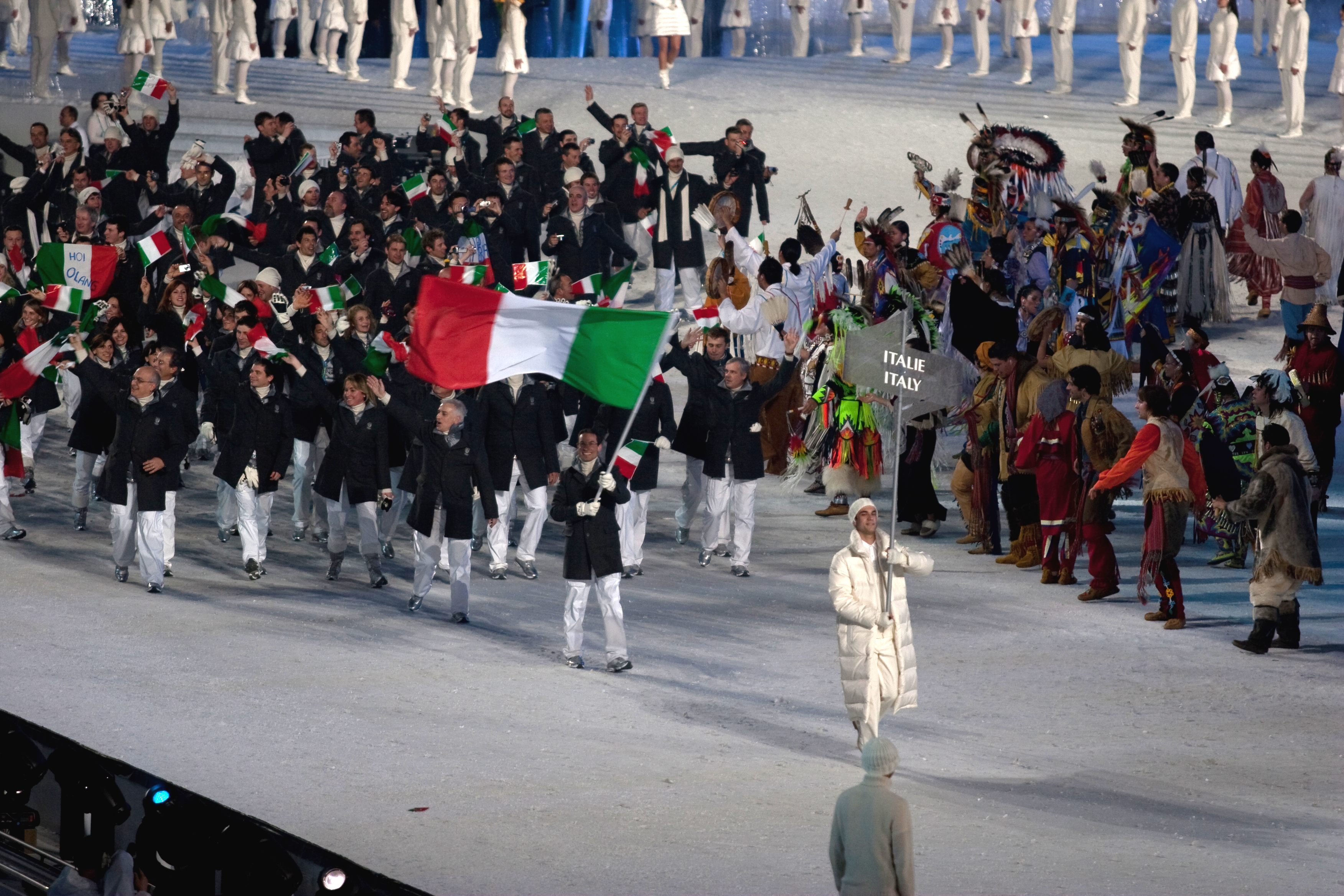
이탈리아 선수들의 개회식 입장 모습

| 메달   | 이름                     | 종목         | 세부종목           |
| ------ | ------------------------ | ------------ | ------------------ |
| 금메달 | 줄리아노 라촐리          | 알파인 스키  | 남자 활강          |
| 은메달 | 피에트로 필레르 코트레르 | 크로스컨트리 | 남자 15km 프리     |
| 동메달 | 알레산드로 피틴          | 노르딕 복합  | 노멀힐 10km 개인전 |
| 동메달 | 아르민 최겔러            | 루지         | 남자 1인승         |
| 동메달 | 아리안나 폰타나          | 쇼트트랙     | 여자 500m          |